# Neivamyrmex nordenskioldii
Neivamyrmex nordenskioldii é uma espécie de formiga do gênero Neivamyrmex.